# Soziedad Alkoholika Partituras de Guitarra y Batería
En 2014, Soziedad Alkoholika, el grupo de hardcore-metal de Vitoria, edita el libro “Soziedad Alkoholika, Partituras de Guitarra y Batería” con algunos de sus temas más representativos.
El libro contiene 16 Partituras de guitarra: tablatura, solfeado, signos de expresión y estructura. 16 Partituras de batería y estructuras.
El libro incluye un CD con pistas originales de sus discos separadas por instrumentos (batería, guitarras, bajo, solos de guitarra, voz, arreglos, etc…), con las cuales los músicos pueden utilizarlas como acompañamiento. 
Así mismo incluye la programación MIDI de batería y bajo de las 16 canciones. 
Las partituras para batería fueron transcritas por Roberto (exbatería del grupo), mientras que las de las guitarras (transcritas de dos formas: por medio de solfeo y de tablaturas) son obra de Íñigo, guitarrista de la banda desde finales de 2009.

## PARTITURAS
- 1.	Buenos Momentos
- 2.	Ciencia Asesina *
- 3.	Corruptos *
- 4.	Cuando Nada Vale Nada
- 5.	En el Tejado
- 6.	La Aventura del Saber
- 7.	Niebla de Guerra *
- 8.	No Quiero Participar
- 9.	Nos Vimos En Berlín *
- 10.	Palomas y Buitres
- 11.	Peces Mutantes
- 12.	Piedra Contra Tijera
- 13.	Política del Miedo *
- 14.	Ratas
- 15.	Sangre al Fin *
- 16.	S.H.A.K.T.A.L.E. *

## EXTRAS
Contenido del CD adjunto: 
Programación MIDI de batería y bajo de las 16 canciones.
Todos los instrumentos separados por pistas de las grabaciones originales de:
- Ciencia Asesina *
- Corruptos *
- Niebla de Guerra *
- Nos Vimos En Berlín *
- Política del Miedo *
- Sangre al Fin *
- S.H.A.K.T.A.L.E. *